# 王敬錫
王敬錫（？—？），字伯修，南直隶镇江府金壇縣人，明末清初政治人物。

## 生平
天啓四年（1624年）甲子科应天乡试举人，天啓五年（1625年）联捷乙丑科進士，授工部主事，七年八月以殿工加一级，崇祯二年四月列逆案，以殿工加衔并荫袭削去者。历礼部员外、郎中。历官云南曲靖兵备道副使、河南大梁道右参政、四川布政司左参政、山东右布政使。
弘光時，自浙江糧儲道陞浙江右布政使，杭州府失陷，王敬錫降清。顺治二年（1645年）十二月，以原任粮储道王敬锡为浙江布政使司左布政使。四年九月，浙江巡按秦世祯劾王敬锡贪污不法，命削职提问。六年四月，坐贪婪褫职。
墓在南庄。

## 家族
父王都，天啓二年进士、工科给事中。